# جوزپه ماسا
جوزپه ماسا (انگلیسی: Giuseppe Massa; ۲۶ آوریل ۱۹۴۸ – ۱۷ اکتبر ۲۰۱۷) بازیکن فوتبال اهل ایتالیا بود.
از باشگاه‌هایی که در آن بازی کرده‌است می‌توان به باشگاه فوتبال اینتر میلان، باشگاه فوتبال آولینو، باشگاه ورزشی لاتزیو، و باشگاه فوتبال ناپولی اشاره کرد.